# Panty & Stocking with Garterbelt The Original Soundtrack
『Panty & Stocking with Garterbelt The Original Soundtrack』（パンティアンドストッキングウィズガーターベルトジオリジナルサウンドトラック）とは、2010年12月29日にflying DOGから発売された、テレビアニメ『パンティ&ストッキングwithガーターベルト』のサウンドトラック。

## 概要
- 全曲において☆Taku Takahashiを中心にTeddyLoid、TCY FORCEが担当している。
- ☆Takuがアニメ作品のBGMを担当するのは今作が初である。
- BGMの他にOP・EDテーマ、挿入歌が数曲収録されている。
- CDのみに隠しトラックが存在する。

## 収録曲
1. Theme for Panty & Stocking / Hoshina Anniversary [0:33]
プロデュース - ☆Taku Takahashi / 作詞・作曲・歌 - Hoshina Anniversary
テレビアニメ『パンティ&ストッキングwithガーターベルト』オープニングテーマ
2. Immoral Church / TeddyLoid & ☆Taku Takahashi  [0:27]
3. Fly Away / TeddyLoid [4:23]
テレビアニメ『パンティ&ストッキングwithガーターベルト』パンティ&ストッキング変身のテーマ
4. Daten City / TeddyLoid [0:49]
5. Beverly Hills Cock / TCY FORCE [1:26]
6. Pantscada / TCY FORCE [1:59]
7. Dancefloor Orgy / TeddyLoid [3:33]
8. D City Rock feat. Debra Zeer / TeddyLoid [4:32][1]
プロデュース - ☆Taku Takahashi / 作詞・歌 - LISA / 作曲 - TeddyLoid / 編曲 - ☆Taku Takahashi
テレビアニメ『パンティ&ストッキングwithガーターベルト』第22話挿入歌
9. Juice / Jun Sasaki [1:04]
プロデュース - ☆Taku Takahashi / 作曲 - ☆Taku Takahashi
10. EPTM feat. Kodai of KinKieS (Booty Bronx Remix) / Hoshina Anniversary [4:16]
11. Cherryboy Riot / TeddyLoid [4:34]
12. Technodildo / Hoshina Anniversary [4:31]
13. CHOCOLAT　feat. Mariya Ise / TCY FORCE [4:07]
プロデュース - ☆Taku Takahashi / 作詞・作曲 - ☆Taku Takahashi & Emyli / 歌 - TCY FORCE feat. Mariya Ise / 特別ゲスト - Arisa Ogasawara
テレビアニメ『パンティ&ストッキングwithガーターベルト』第17話挿入歌
14. Theme for Scanty & Knee Socks / TeddyLoid [4:14]
テレビアニメ『パンティ&ストッキングwithガーターベルト』悪魔姉妹変身のテーマ
15. Schranz Chase / Booty Bronx [5:24]
16. Tenga Step / TCY FORCE [2:53]
17. See-Through / Hoshina Anniversary [4:47]
18. Corset Theme / TeddyLoid [4:35]
19. Champion feat. Emyli / TCY FORCE [4:51]
20. Fallen Angel feat. Aimee B / Mitsunori Ikeda [4:28]
プロデュース - ☆Taku Takahashi / 作詞 - LISA・作曲 - LISA & Mitsunori Ikeda / 歌 - Aimee B
テレビアニメ『パンティ&ストッキングwithガーターベルト』エンディングテーマ